# Kolomuty
Kolomuty (en allemand : Kolomut) est une commune du district de Mladá Boleslav, dans la région de Bohême-Centrale, en République tchèque. Sa population s'élevait à 404 habitants en 2020.

## Géographie
Kolomuty se trouve à 6 km à l'est-sud-est du centre de Mladá Boleslav et à 53 km au nord-est de Prague.
La commune est limitée par Řepov à l'ouest et au nord-ouest, par Židněves au nord, par Březno à l'est, par Dobrovice au sud.

## Histoire
La première mention écrite de la localité date de 1297.